# Менгусовце
Менгусовце (слч. Mengusovce) насељено је мјесто са административним статусом сеоске општине (слч. obec) у округу Попрад, у Прешовском крају, Словачка Република.

## Становништво
| Година:    | 1994. | 2004.   | 2014.   | 2024.   |
| ---------- | ----- | ------- | ------- | ------- |
| Број људи: | 566   | 607     | 665     | 682     |
| Разлика:   |       | +7,24 % | +9,55 % | +2,55 % |

| Година:    | 2023. | 2024.   |
| ---------- | ----- | ------- |
| Број људи: | 669   | 682     |
| Разлика:   |       | +1,94 % |

Према подацима о броју становника из 2011. године насеље је имало 645 становника.